# Prix Ali Hawas
Prix Ali Hawas är ett montélopp för treåriga ston som äger rum i mars på Hippodrome de Vincennes i Paris i Frankrike. Det är ett Grupp 2-lopp, man måste minst ha sprungit in 15 000 euro för att få starta. Den samlade prissumman 120 000 euro, varav 54 000 euro i förstapris.

## Vinnare
| År   | Häst               | Far              | Kusk                    | Tränare                 | Tid/km |
| ---- | ------------------ | ---------------- | ----------------------- | ----------------------- | ------ |
| 2024 | Lexie de Banville  | Real de Lou      | Adrien Lamy             | Thomas Levesque         | 1'14"2 |
| 2023 | Kandora Bella      | Prodigious       | Camille Levesque        | Thomas Levesque         | 1'14"2 |
| 2022 | Junon du Leard     | Briac Dark       | Paul-Philippe Ploquin   | Alexis Grimault         | 1'13"8 |
| 2021 | I Love You         | Love You         | Mathieu Mottier         | Mathieu Mottier         | 1'15"1 |
| 2020 | Hytte de Terroir   | Boccador de Simm | Alexandre Abrivard      | Laurent-Claude Abrivard | 1'16"1 |
| 2019 | Gee                | Brutus de Bailly | Matthieu Abrivard       | Bruno Bourgoin          | 1'16"6 |
| 2018 | Ferreteria         | Goetmals Wood    | Matthieu Abrivard       | Yves Boireau            | 1'16"8 |
| 2017 | Evidence Roc       | Paris Haufor     | Emilie Le Beller        | Bertrand Le Beller      | 1'16"0 |
| 2016 | Diva Charentaise   | Prince Gede      | François Lagadeuc       | Jean-Michel Baudouin    | 1'16"8 |
| 2015 | Ciperla Mag        | Quaker Jet       | Mathieu Mottier         | Bruno Bourgoin          | 1'17"4 |
| 2014 | Bomba              | Goetmals Wood    | Yoann Lebourgeois       | Philippe Allaire        | 1'16"8 |
| 2013 | Arca des Jacquets  | Prodigious       | Éric Raffin             | Philippe Moulin         | 1'16"1 |
| 2012 | Vipsie Griff       | Gros Grain       | Éric Raffin             | Sébastien Guarato       | 1'15"6 |
| 2011 | Union d'Urzy       | Coktail Jet      | Pierre Yves-Verva       | Thierry Duvaldestin     | 1'17"7 |
| 2010 | Troïka du Corta    | Love You         | Yoann Lebourgeois       | Philippe Allaire        | 1'16"5 |
| 2009 | Symphonie du Bois  | Big Prestige     | Nathalie Henry          | Jean-Luc Dersoir        | 1'18"5 |
| 2008 | Romance du Ruel    | Jam Pridem       | Éric Raffin             | Franck Anne             | 1'14"9 |
| 2007 | Quokine Berry      | Chef du Chatelet | Laurent-Claude Abrivard | Jean-Michel Bazire      | 1'15"8 |
| 2006 | Postania de Viette | Viking's Way     | Nathalie Henry          | Frederic Prat           | 1'17"2 |
| 2005 | Orelie de Retz     | First de Retz    | Philippe Masschaele     | Luc Roelens             | 1'18"8 |
| 2004 | Nancy Menuet       | Goetmals Wood    | Éric Raffin             | Yannick Gervais         | 1'19"0 |